# گاه‌شمار کشفیات علمی در ایالات متحده آمریکا
((فهرست مطالب چپ))

## ۱۸۰۰-۱۸۵۰
- ۱۸۲۳: کشف سیلیسیوم توسط جان برزلیوس (John J. Berzelius).
- ۱۸۳۱: کشف کلروفرم توسط ساموئل گاثری (Samuel Guthrie).

## ۱۸۵۰-۱۹۰۰
- ۱۸۵۹: کشف وازلین (Petroleum Jelly) توسط رابرت چیزبرو (Robert Chesebrough)
- ۱۸۷۳: کشف پتانسیل شیمیایی توسط جوسایا ویلارد گیبز در مقاله‌ای با عنوان A Method of Geometrical Representation of the Thermodynamic Properties of Substances by Means of Surfaces
- ۱۸۷۷: کشف دیموس توسط آساف هال (Asaph Hall)
- ۱۸۷۷: کشف فوبوس توسط آساف هال (Asaph Hall)
- ۱۸۹۲: کشف آمالتیا (سومین قمر سیاره مشتری) توسط ادوارد امرسون بارنارد (Edward Emerson Barnard)
- ۱۸۹۹: کشف فیبی (از اقمار سیاره زحل) توسط ویلیام هنری پیکرینگ (William Henry Pickering)

## ۱۹۰۰-۱۹۲۰

نماد دیود زنر
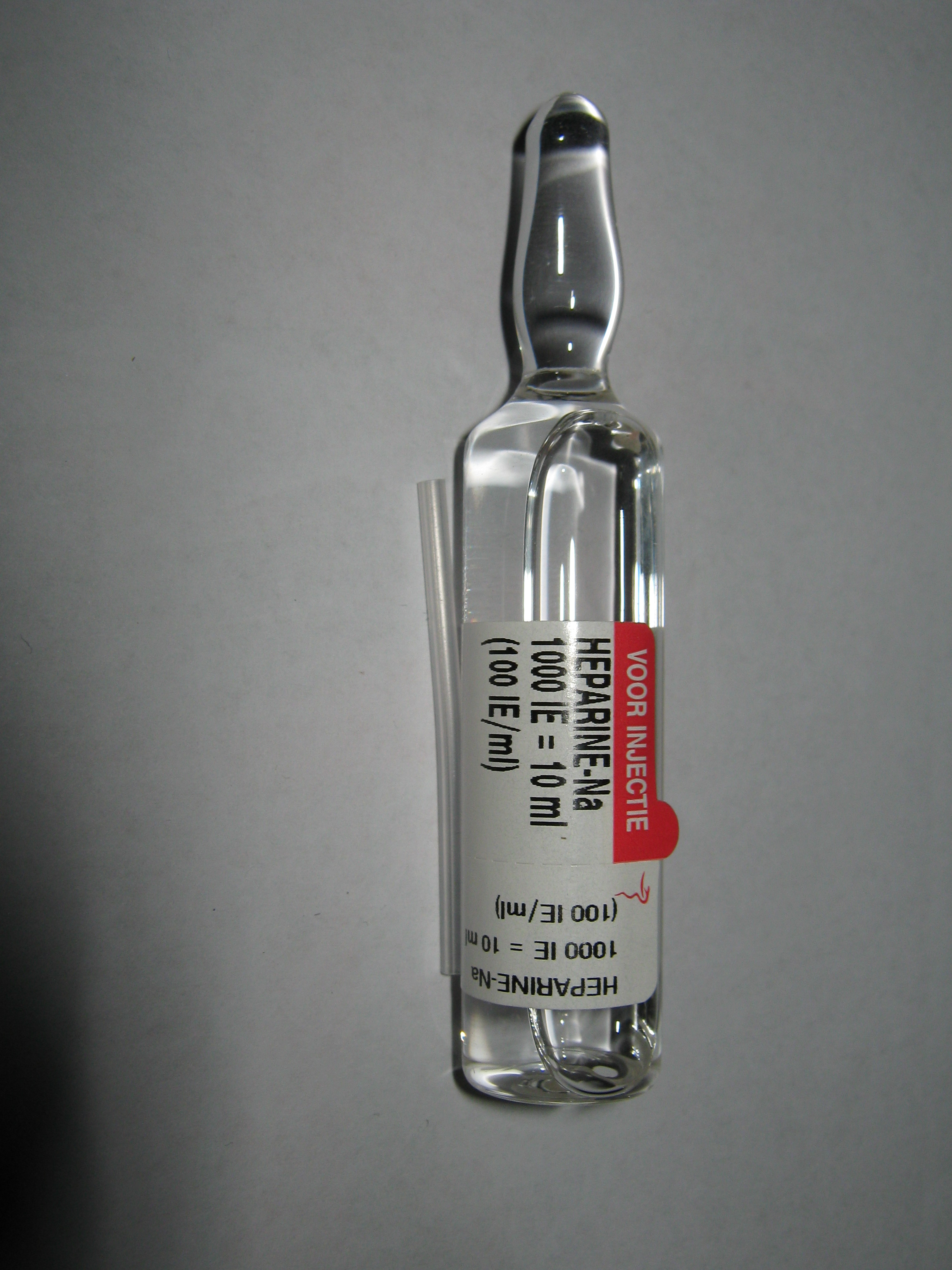
هپارین برای تزریق
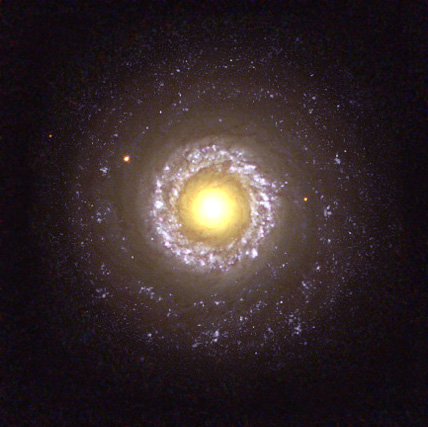
یک کهکشان سیفرت
نمایش پیوند کووالانسی در متان

- ۱۹۰۸: کشف کهکشان‌های سیفرت توسط ادوارد فات (Edward A. Fath) در رصدخانه لیک
- ۱۹۱۰: کشف پروپان توسط والتر سنلینگ (Walter O. Snelling)
- ۱۹۱۲: کشف رابطه سیگار با سرطان توسط آیزاک آدلر (Isaac Adler)
- ۱۹۱۴: کشف سینوپی (از اقمار سیاره مشتری) توسط سث بارنز نیکلسون (Seth Barnes Nicholson) در رصدخانه لیک
- ۱۹۱۵: کشف دیود زنر توسط کلارنس زنر (Clarence Zener)
- ۱۹۱۶: کشف پیوند کووالانسی توسط گیلبرت لوئیس (Gilbert N. Lewis)
- ۱۹۱۶: کشف هپارین توسط جی مک‌لین (Jay McLean) و ویلیام هنری هاول (William Henry Howell)
- ۱۹۱۷: کشف ویتامین آ توسط المر مک‌کولوم (Elmer McCollum) در دانشگاه ویسکانسین، و لافایت مندل (Lafayette Mendel) و توماس آزبورن (Thomas Osborne) در دانشگاه ییل

## ۱۹۳۰-۱۹۳۵

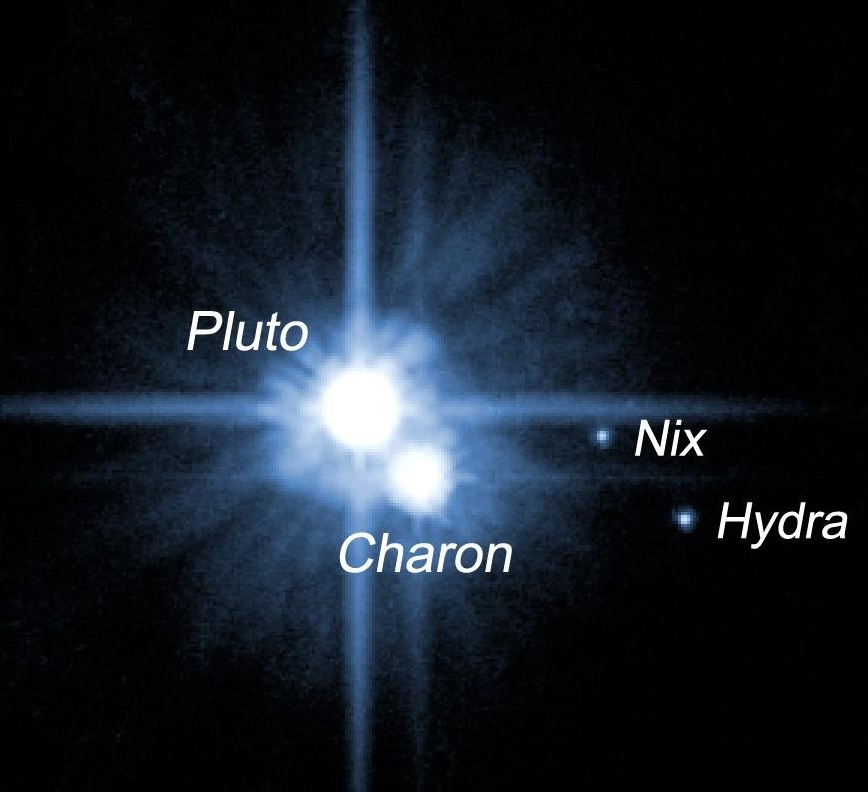
پلوتون
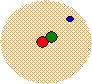
دوتریم
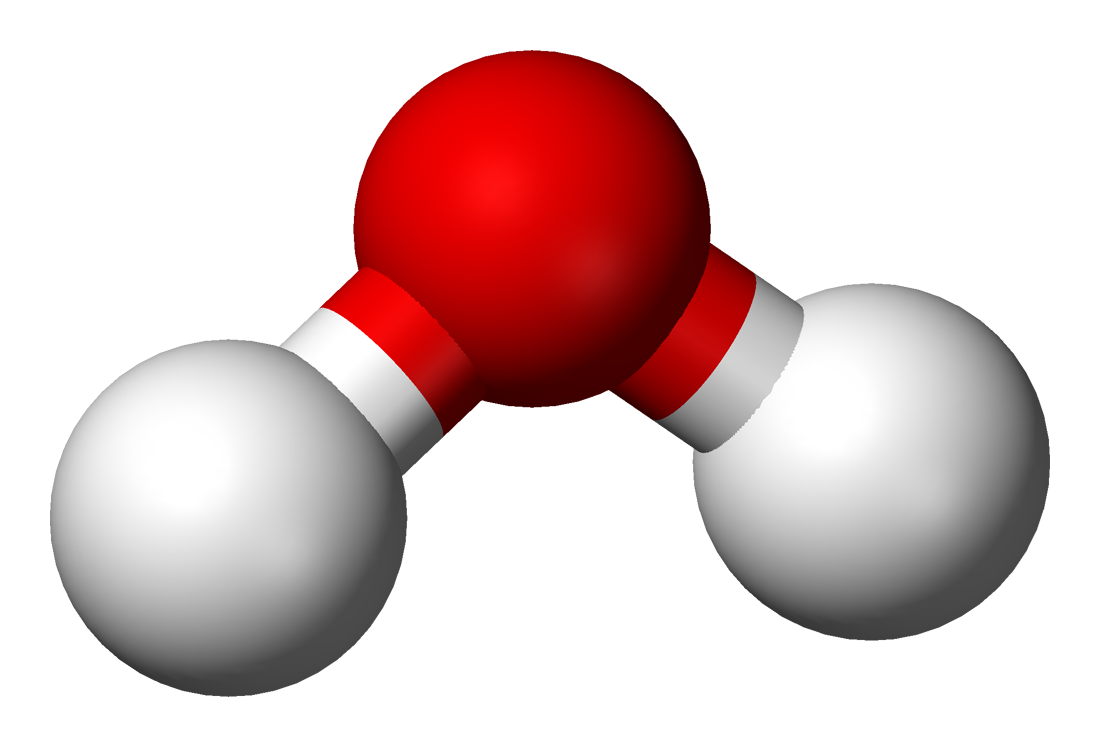
آب سنگین
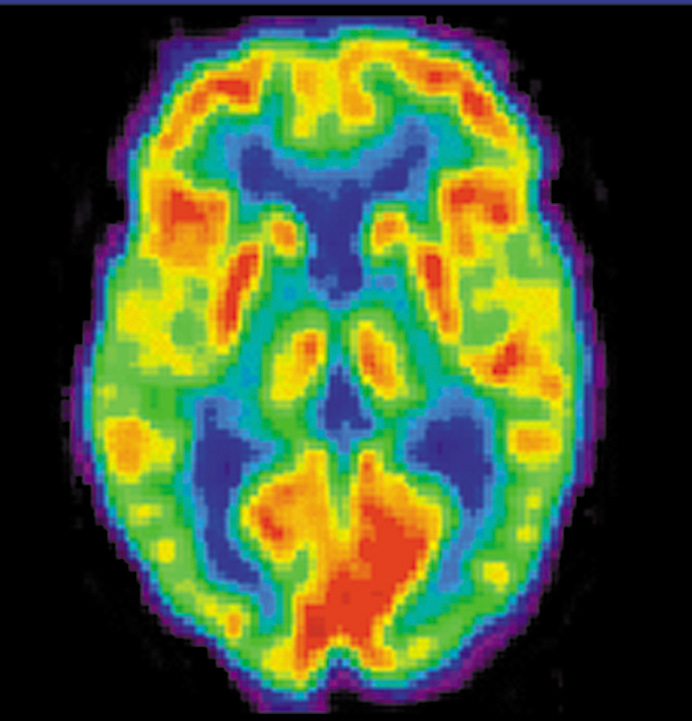
تصاویر پت اسکن بر مبنای تلاشی پوزیترون کار می‌کند

- ۱۹۳۰: کشف پلوتون توسط کلاید تومباو (Clyde Tombaugh) در رصدخانه لول
- ۱۹۳۱: کشف دوتریم توسط والتر راسل (Walter Russel) و سپس هارولد یوری (Harold Urey)
- ۱۹۳۲: کشف پوزیترون توسط کارل دیوید آندرسون
- ۱۹۳۲: کشف هم ایستایی (Homeostasis) توسط والتر بردفورد کنون (Walter Bradford Cannon)
- ۱۹۳۳: کشف آب سنگین توسط گیلبرت لوئیس (Gilbert N. Lewis)
- ۱۹۳۳: کشف کلرید پلی‌وانیلدین (Polyvinylidene chloride) توسط رالف وایلی (Ralph Wiley)

## ۱۹۳۵-۱۹۴۰

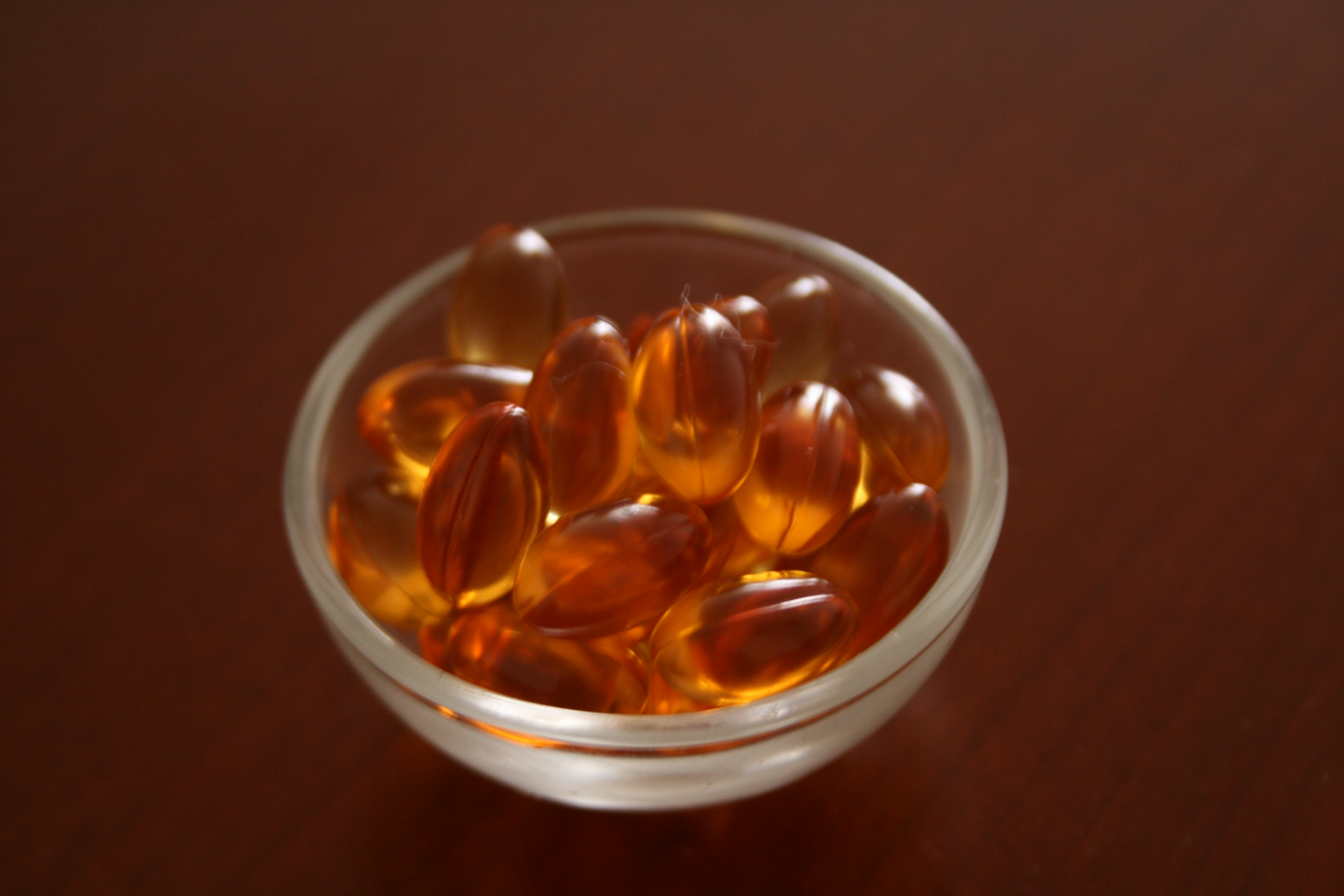
قرص‌های ویتامین ای
تلاشی میون
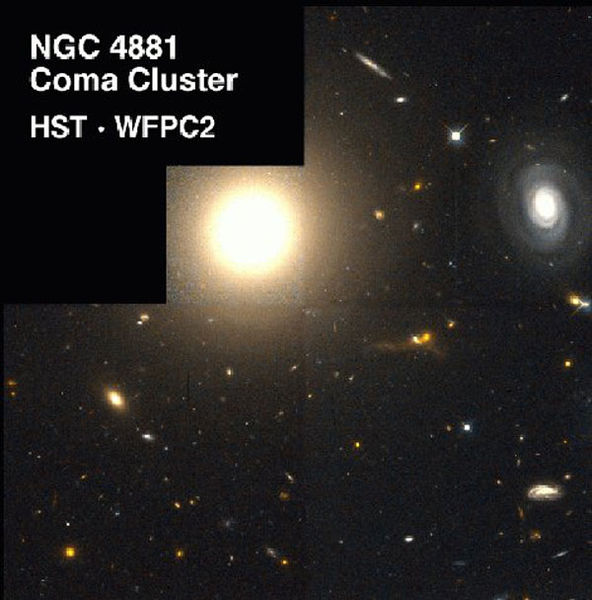
یک کهکشان بیضوی
ویتامین ب۳

- ۱۹۳۶: کشف کهکشان‌های بیضوی توسط ادوین هابل
- ۱۹۳۶: کشف میون توسط هنری ندرمیر (Seth Henry Neddermeyer) و کارل دیوید اندرسون
- ۱۹۳۶: کشف ویتامین ای توسط هربرت مک‌لین اوانز (Herbert McLean Evans) و ک. اس. بیشاپ (K.S. Bishop)
- ۱۹۳۶: کشف سدیم تیوپنتال (Sodium thiopental) توسط دونالی تابرن (Donalee L. Tabern) و ارنست وولوایلر (Ernest H. Volwiler)
- ۱۹۳۷: کشف ویتامین ب۳ توسط کانرد الویم (Conrad Elvehjem)
- ۱۹۳۷: کشف گیراندازی الکترون در لایه k توسط لوئیس والتر آلوارز
- ۱۹۳۸: کشف فلوئوروپلیمر توسط روی پلانکت (Roy Plunkett)
- ۱۹۳۸: کشف بیوسونار (قابلیت استفاده حیوانات مثل دلفین و خفاش از امواج صوتی فرکانس بالا) توسط رابرت گالامبوس (Robert Galambos) و دونالد گریفین (Donald Griffin)
- ۱۹۳۸: کشف کارمی (از اقمار سیاره مشتری) توسط سث بارنز نیکلسون (Seth Barnes Nicholson) در رصدخانه کوه ویلسون
- ۱۹۳۸: کشف لیسیتئا (از اقمار سیاره مشتری) توسط سث بارنز نیکلسون (Seth Barnes Nicholson) در رصدخانه کوه ویلسون

## ۱۹۴۰-۱۹۵۰

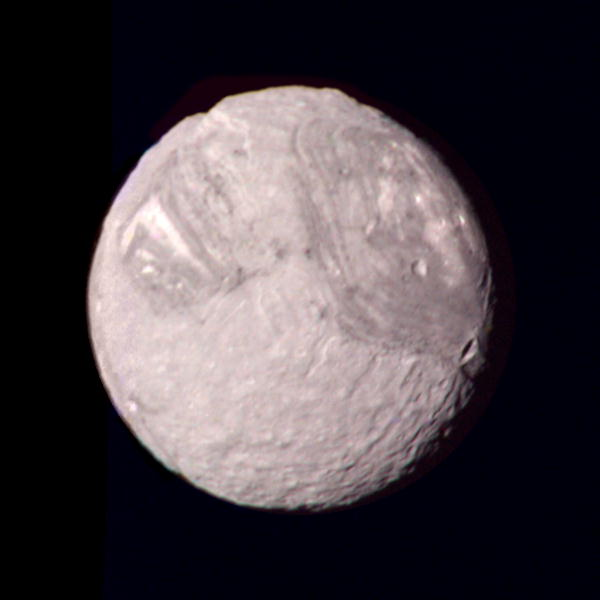
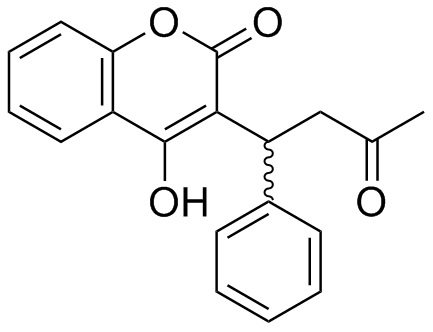
وارفارین
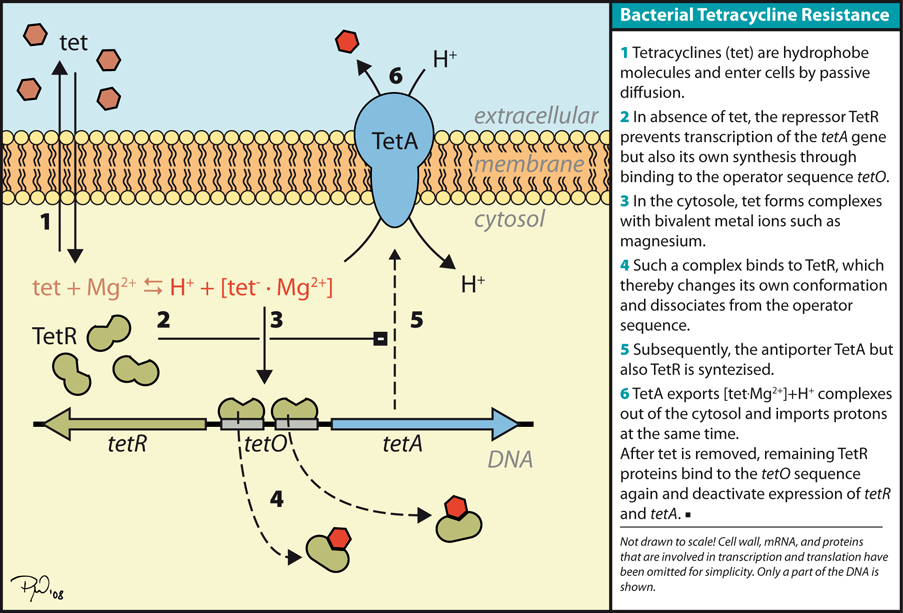
عملکرد تتراسایکلین
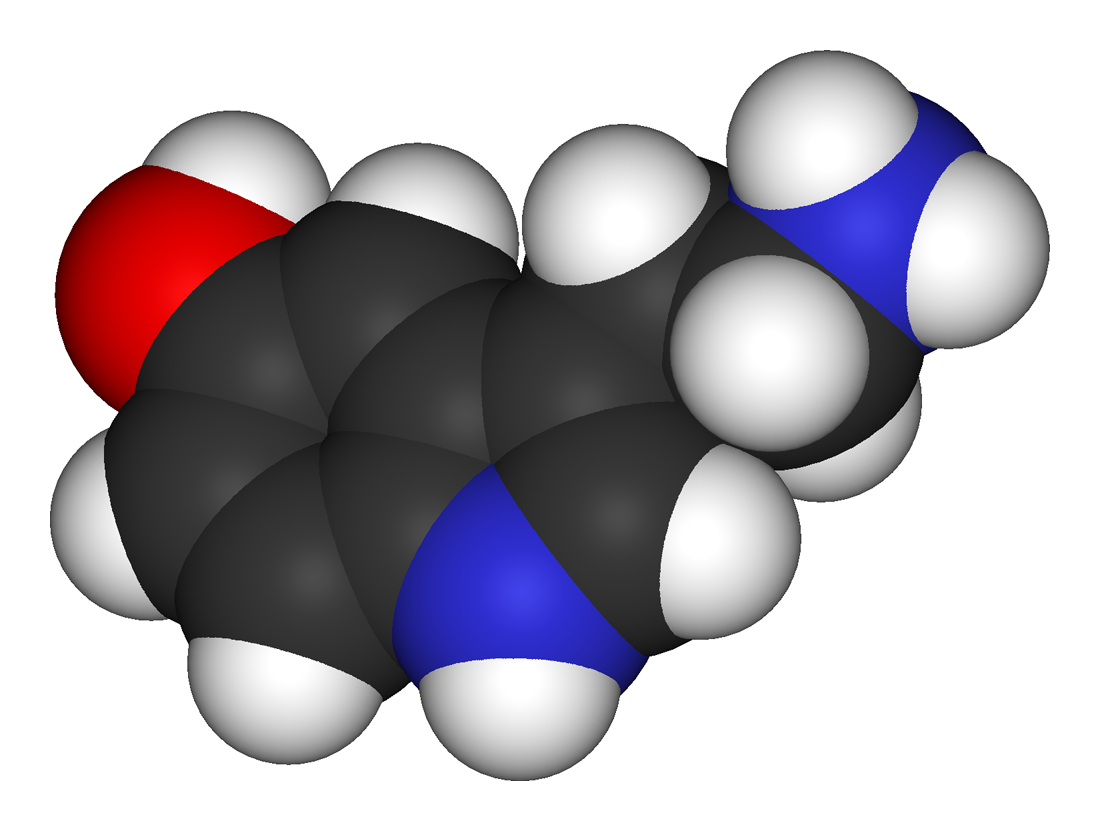
سروتونین

- ۱۹۴۳: کشف استرپتومایسین (نخستین آنتی‌بیوتیک بیماری سل) توسط آلبرت شاتز (Albert Schatz)
- ۱۹۴۵: کشف پرومتیوم توسط آزمایشگاه ملی اوک ریج
- ۱۹۴۸: کشف وارفارین توسط کارل لینک (Karl Paul Link)
- ۱۹۴۸: کشف میراندا (قمر اورانوس) توسط جرارد کوئیپر (Gerard Kuiper) در رصدخانه مکدونالد
- ۱۹۴۸: کشف تتراسایکلین توسط بنیامین دوگار (Benjamin Minge Duggar)
- ۱۹۴۸: کشف سروتونین توسط یک تیم پزشکی در کلینیک کلیولند
- ۱۹۴۹: کشف نیرید (قمر نپتون) توسط جرارد کوئیپر (Gerard Kuiper) در رصدخانه مکدونالد

## ۱۹۵۰-۱۹۶۰

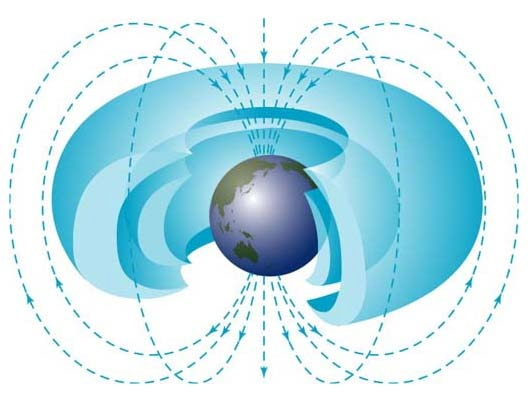
کمربند وان آلن
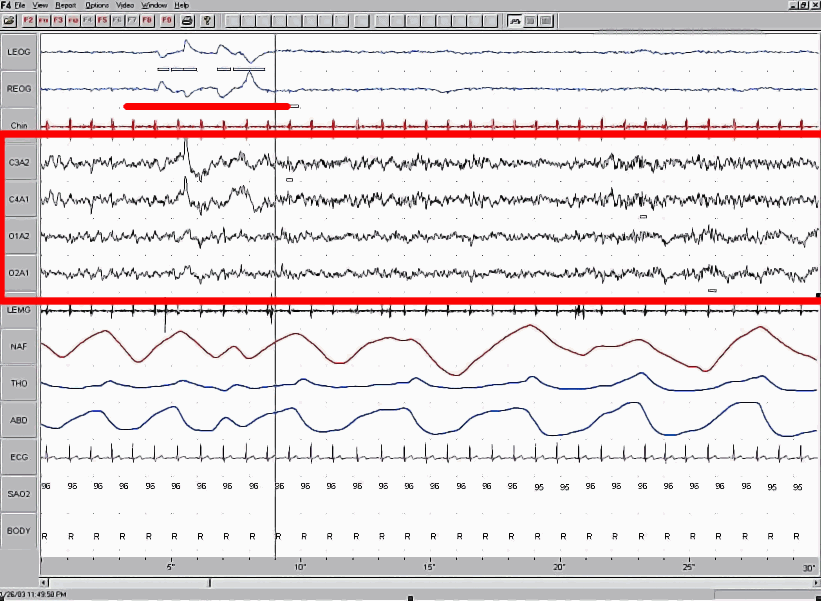
یک پلی‌سنومنوگراف از خواب REM
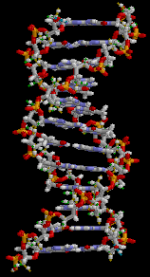
ساختار دی ان آ
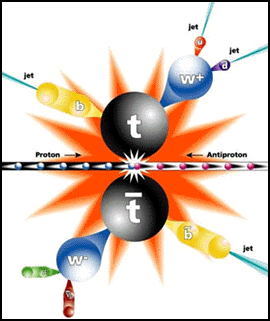
تلاشی پاد پروتون

- ۱۹۵۱: کشف ستاره‌های باریومی توسط ویلیام بایدلمان (William Bidelman) و فیلیپ کینن (Philip Keenan)
- ۱۹۵۱: کشف آنانکی (قمر مشتری) توسط سث بارنز نیکلسون (Seth Barnes Nicholson) در رصدخانه کوه ویلسون
- ۱۹۵۲: کشف حرکت سریع چشم (Rapid Eye Movement) توسط یک تیم پژوهشی در دانشگاه شیکاگو
- ۱۹۵۳: کشف ساختار دی ان آ توسط جیمز واتسون و فرنسیس کریک
- ۱۹۵۵: کشف پادپروتون توسط محققین دانشگاه برکلی
- ۱۹۵۶: کشف سیلیسیوم متخلخل توسط محققین آزمایشگاه بل
- ۱۹۵۶: کشف کائون توسط لیان لدرمن در آزمایشگاه ملی بروکهیون
- ۱۹۵۶: کشف پادنوترون توسط محققین آزمایشگاه ملی لارنس برکلی
- ۱۹۵۶: کشف نوترینو توسط فردریک رینز (Frederick Reines)، کلاید کوان (Clyde L. Cowan) و همکارانشان در کارولینای جنوبی
- ۱۹۵۶: کشف هیبریدیزاسیون اسید نوکلئیک توسط دیوید دیویز (David R. Davies)، الکساندر ریچ (Alexander Rich)
- ۱۹۵۸: کشف کمربند وان آلن توسط جیمز ون آلن

## ۱۹۶۰-۱۹۷۰

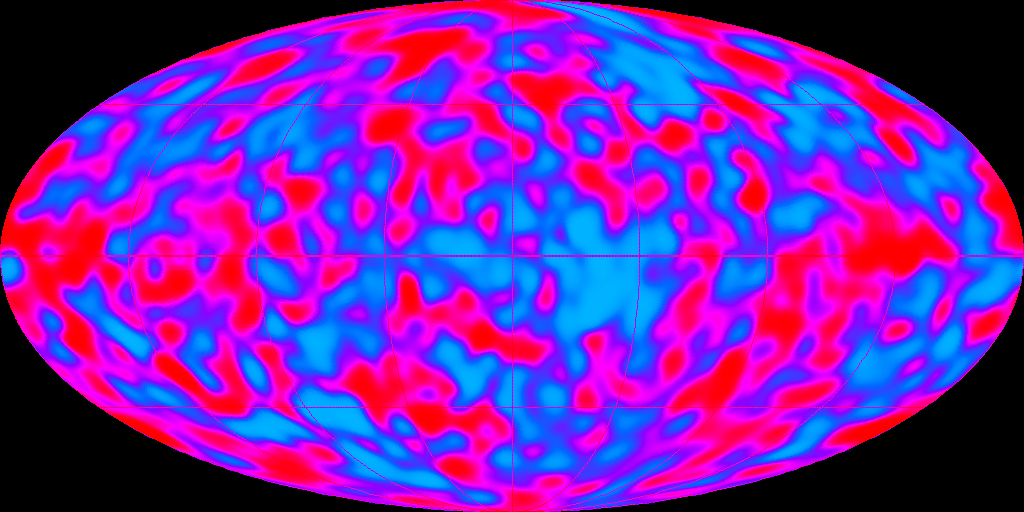
تابش زمینه کیهانی
ساختار کوارکی پروتون
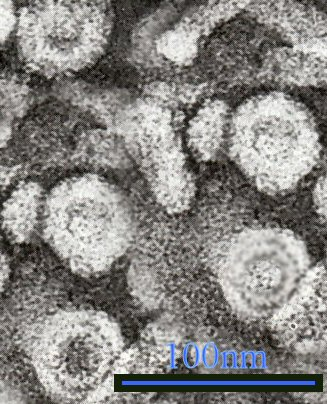
ویروس هپاتیت ب
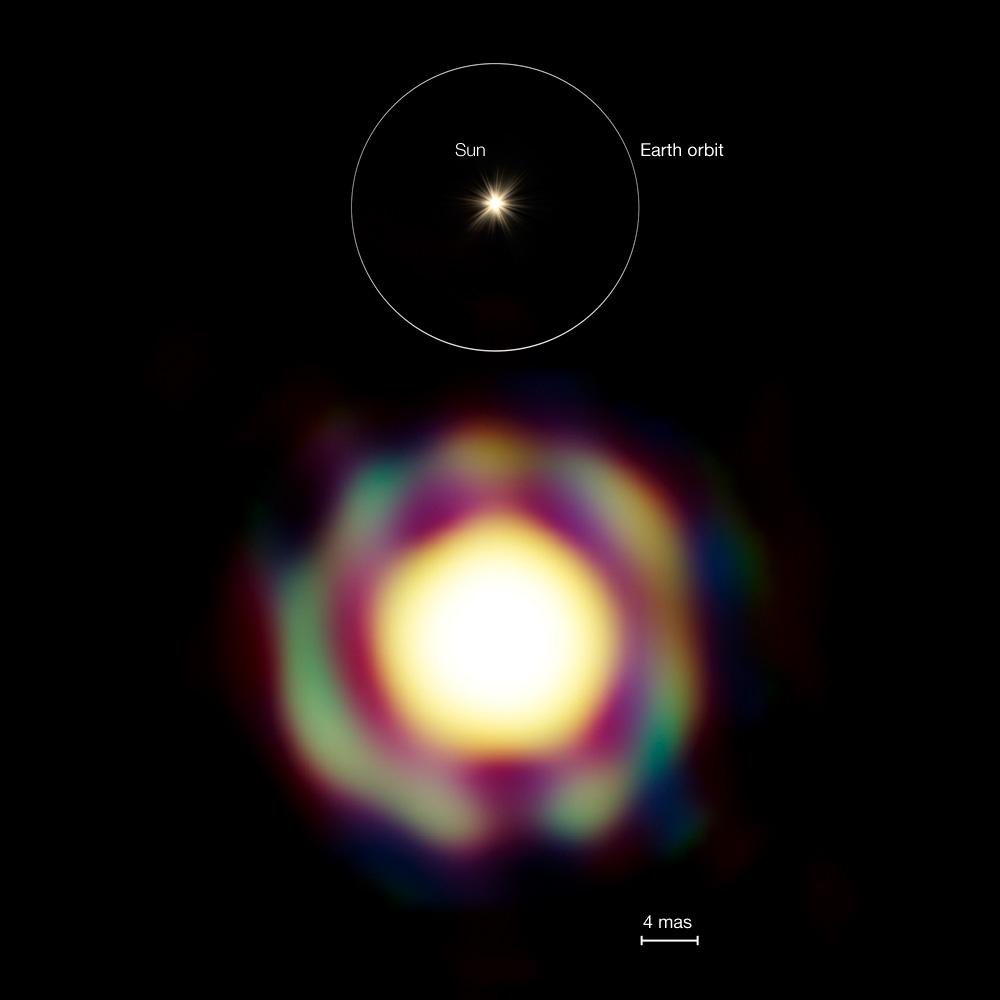
یک کوتوله سفید تپشی

- ۱۹۶۰: کشف پدیده پخش کف‌دریا (Seafloor spreading) توسط هری هاموند هس (Harry Hammond Hess) و رابرت سینکلر دیتز (Robert Sinclair Dietz)
- ۱۹۶۱: کشف مزون اتا توسط پژوهشگران آزمایشگاه ملی لارنس برکلی
- ۱۹۶۴: کشف ذره خی توسط پژوهشگران آزمایشگاه ملی بروکهیون
- ۱۹۶۴: کشف تابش زمینه کیهانی توسط رابرت ویلسون (Robert Wilson) و آرنو پنزیاس (Arno Penzias)
- ۱۹۶۴: کشف کوارک توسط موری ژلمن
- ۱۹۶۴: کشف ویروس هپاتیت ب توسط ساموئل بلومبرگ (Baruch Samuel Blumberg) در موسسات ملی بهداشت ایالات متحده آمریکا
- ۱۹۶۵: کشف آسپارتام توسط جیمز شلاتر (James M. Schlatter)
- ۱۹۶۵: کشف کوتوله سفید تپشی (Pulsating white dwarf) توسط آرلو لندولت (Arlo U. Landolt)
- ۱۹۶۸: کشف کوارک بالا توسط موری ژلمن و جرج زویگ (George Zweig)
- ۱۹۶۸: کشف کوارک پایین توسط موری ژلمن و جرج زویگ (George Zweig)
- ۱۹۶۹: کشف اسید موشر توسط هری موشر (Harry S. Mosher)
- ۱۹۶۹: کشف فرمالدهید در میان ستارگان توسط پژوهشگران رصدخانه ملی رادیویی آمریکا

## ۱۹۷۰-۱۹۸۰

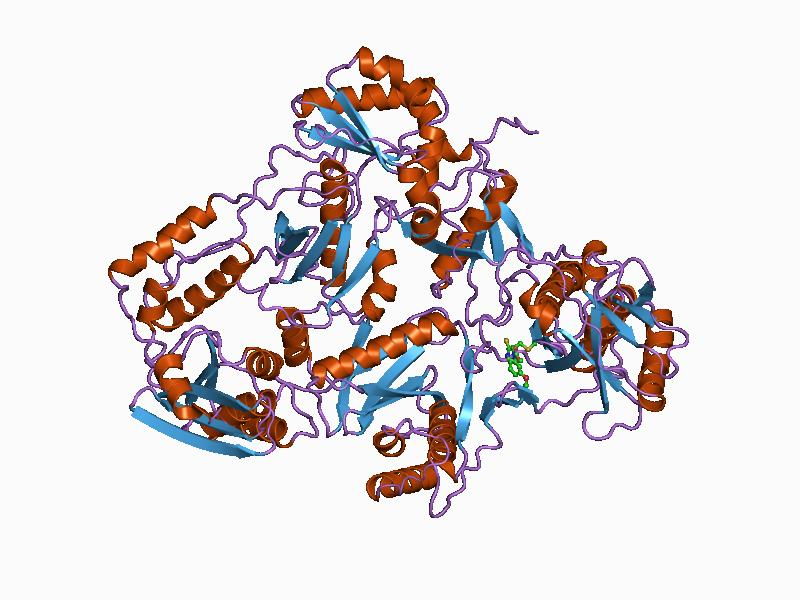
آنزیم وارونویس HIV-1
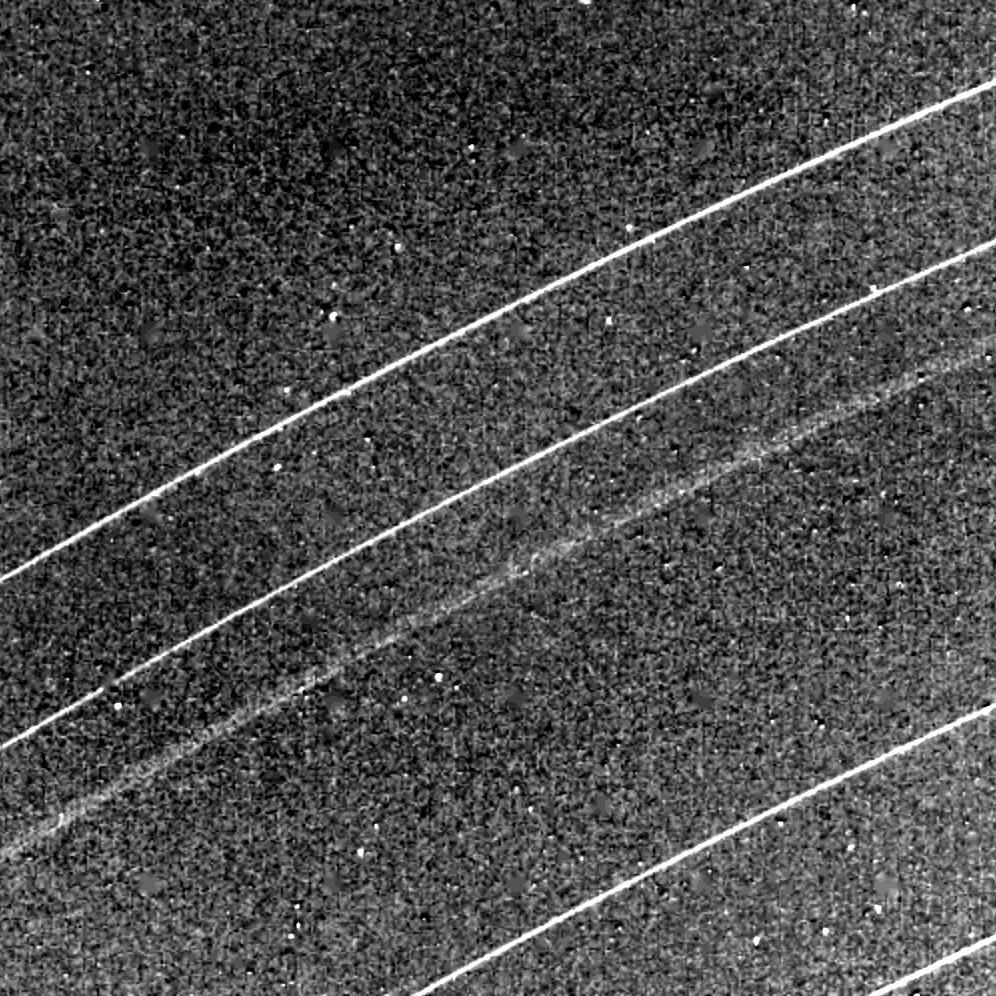
حلقه‌های اورانوس
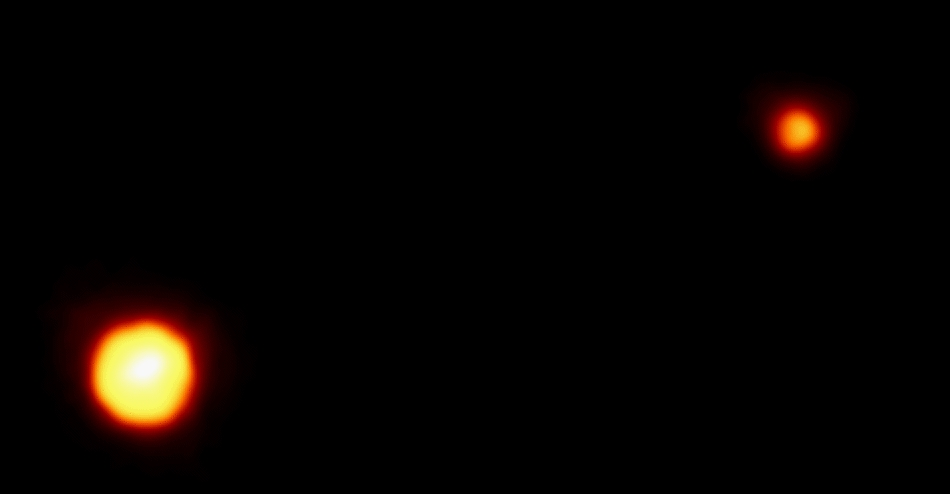
کارون در گردش به دور پلوتون
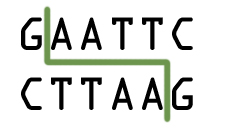
عملکرد آنزیم محدودکننده

- ۱۹۷۰: کشف آنزیم وارونویس توسط محققین ام آی تی و دانشگاه ویسکانسین
- ۱۹۷۴: کشف ذره پسی توسط محققین آزمایشگاه ملی شتاب‌دهنده اسلاک و آزمایشگاه ملی بروکهیون
- ۱۹۷۴: کشف کوارک افسون توسط محققین آزمایشگاه ملی شتاب‌دهنده اسلاک و آزمایشگاه ملی بروکهیون
- ۱۹۷۴: کشف تپ‌اختر دوتایی توسط محققین رصدخانه آرسیبو
- ۱۹۷۴: کشف لدا توسط چارلز کووال (Charles T. Kowal) در رصدخانه پالومار
- ۱۹۷۵: کشف تمیستو توسط چارلز کووال (Charles T. Kowal) و الیزابت رومر (Elizabeth Roemer)
- ۱۹۷۶: کشف مزون دی توسط محققین آزمایشگاه ملی شتاب‌دهنده اسلاک
- ۱۹۷۶: کشف لپتون تاو توسط محققین آزمایشگاه ملی لارنس برکلی
- ۱۹۷۷: کشف حلقه‌های اورانوس توسط محققین رصدخانه هوایی کوئیپر
- ۱۹۷۷: کشف ذره اپسیلون توسط لیان لدرمن در آزمایشگاه فرمی
- ۱۹۷۷: کشف کوارک ته توسط آزمایشگاه فرمی
- ۱۹۷۸: کشف اندونوکلئازهای محدودکننده توسط دانیال نیتنز (Daniel Nathans)، ورنر آربر (Werner Arber)، و همیلتون اسمیت (Hamilton Smith)
- ۱۹۷۸: کشف کارون توسط محققین رصدخانه نیروی دریایی ایالات متحده
- ۱۹۷۹: کشف متیس توسط ویجر ۱
- ۱۹۷۹: کشف حلقه‌های مشتری توسط ویجر ۱
- ۱۹۷۹: کشف تبه توسط ویجر ۱

## ۱۹۸۰-۱۹۹۰

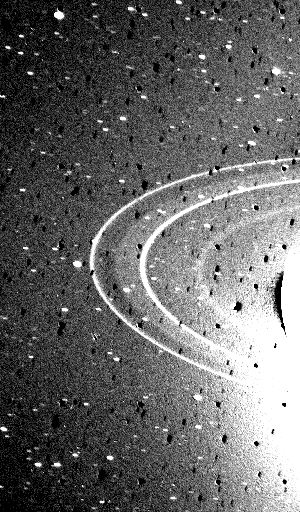
حلقه‌های نپتون
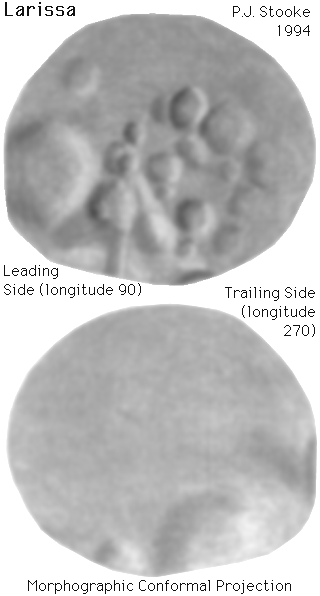
لاریسا
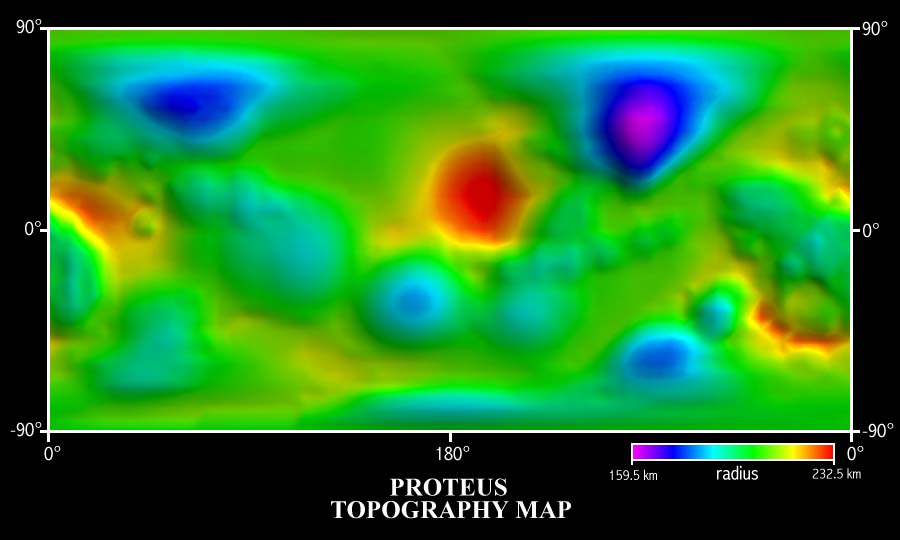
سطح پروتیوس
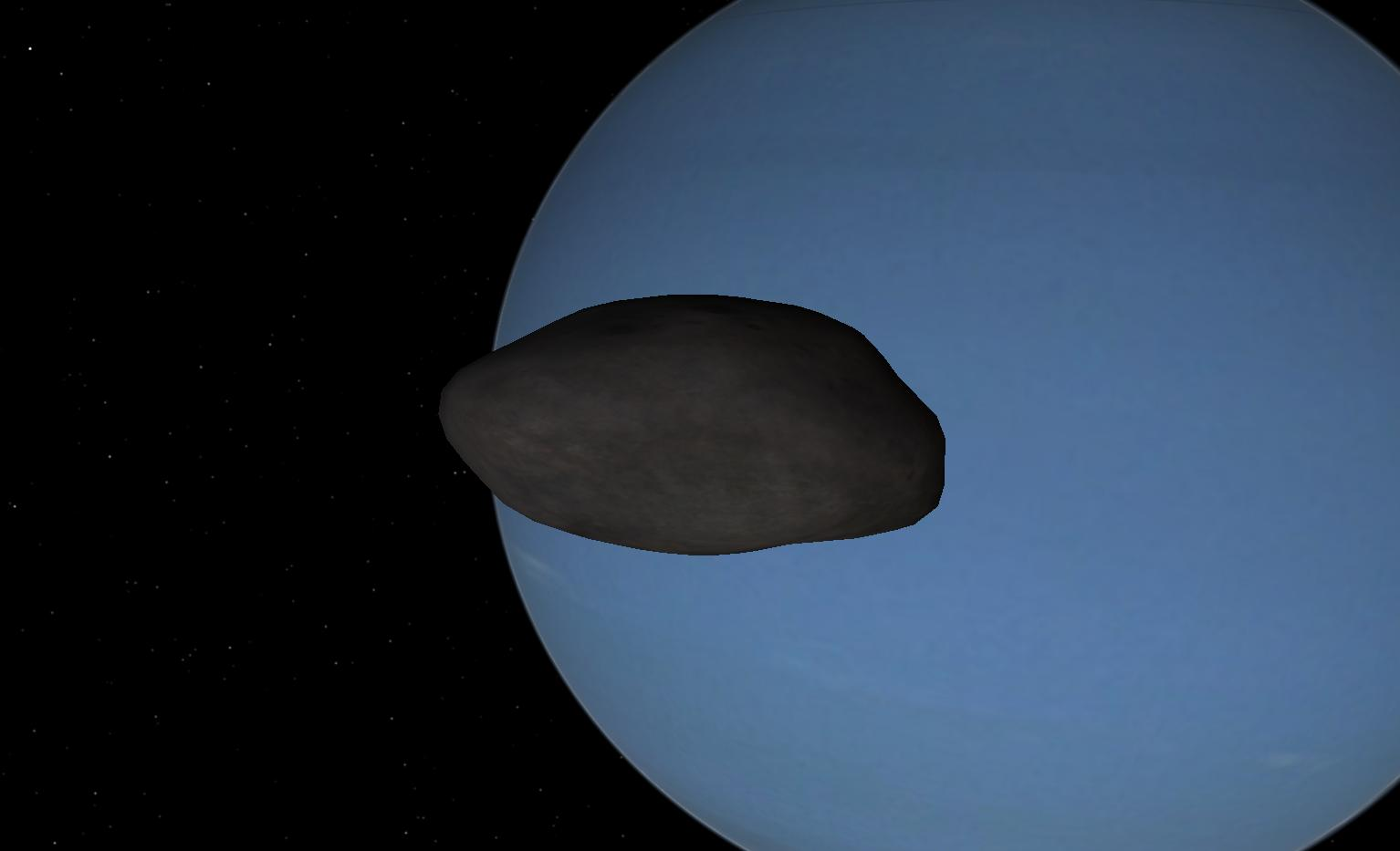
تالاسا

- ۱۹۸۰: کشف پرومتئوس (قمر کیوان) توسط ویجر-۱
- ۱۹۸۰: کشف پاندورا (قمر کیوان) توسط ویجر-۱
- ۱۹۸۰: کشف اطلس (قمر کیوان) توسط ویجر-۱
- ۱۹۸۱: کشف لاریسا (قمر نپتون) توسط ویجر ۲
- ۱۹۸۱: کشف پاک (قمر اورانوس) توسط ویجر ۲
- ۱۹۸۶: کشف پورتیا (قمر اورانوس) توسط ویجر ۲
- ۱۹۸۶: کشف جولیت (قمر اورانوس) توسط ویجر ۲
- ۱۹۸۶: کشف کرسیدا (قمر اورانوس) توسط ویجر ۲
- ۱۹۸۶: کشف روزالیند (قمر اورانوس) توسط ویجر ۲
- ۱۹۸۶: کشف بلیندا (قمر اورانوس) توسط ویجر ۲
- ۱۹۸۶: کشف دزدمونا (قمر اورانوس) توسط ویجر ۲
- ۱۹۸۶: کشف کردلیا (قمر اورانوس) توسط ویجر ۲
- ۱۹۸۶: کشف اوفلیا (قمر اورانوس) توسط ویجر ۲
- ۱۹۸۶: کشف بیانکا (قمر اورانوس) توسط ویجر ۲
- ۱۹۸۹: کشف پروتیوس (قمر اورانوس) توسط ویجر ۲
- ۱۹۸۹: کشف دسپینا (قمر اورانوس) توسط ویجر ۲
- ۱۹۸۹: کشف گالاتیا (قمر اورانوس) توسط ویجر ۲
- ۱۹۸۹: کشف تالاسا (قمر اورانوس) توسط ویجر ۲
- ۱۹۸۹: کشف نایاد (قمر اورانوس) توسط ویجر ۲
- ۱۹۸۹: کشف حلقه‌های نپتون توسط ویجر ۲

## ۱۹۹۰-۲۰۰۰
- ۱۹۹۵: کشف کوارک سر در فرمی‌لب
- ۱۹۹۵: کشف ستاره دنباله‌دار هیل-باپ توسط دو منجم آماتور
- ۱۹۹۸: کشف خط سلول بنیادی جنین (embryonic stem cell line) توسط جیمز تامسون (James Thomson) از دانشگاه ویسکانسین

## ۲۰۰۰-کنون

کاریوتایپ انسان
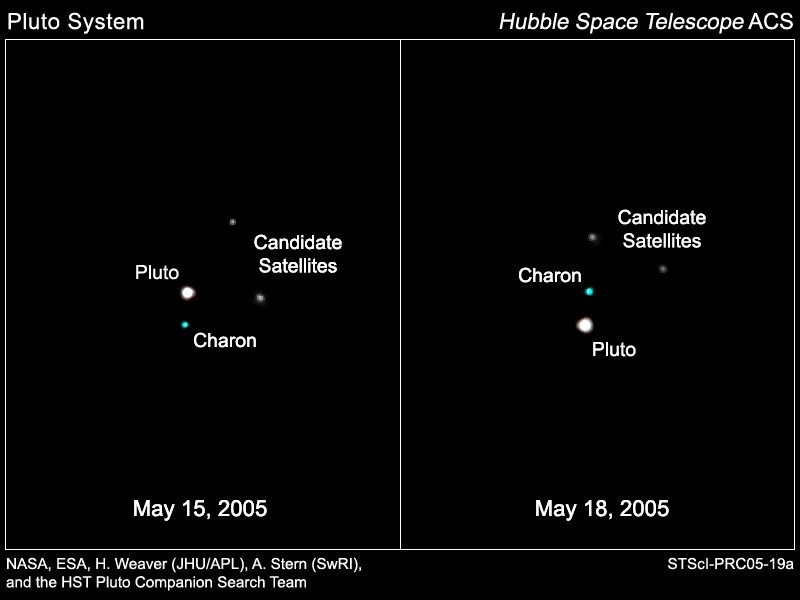
نیکس و هایدرا
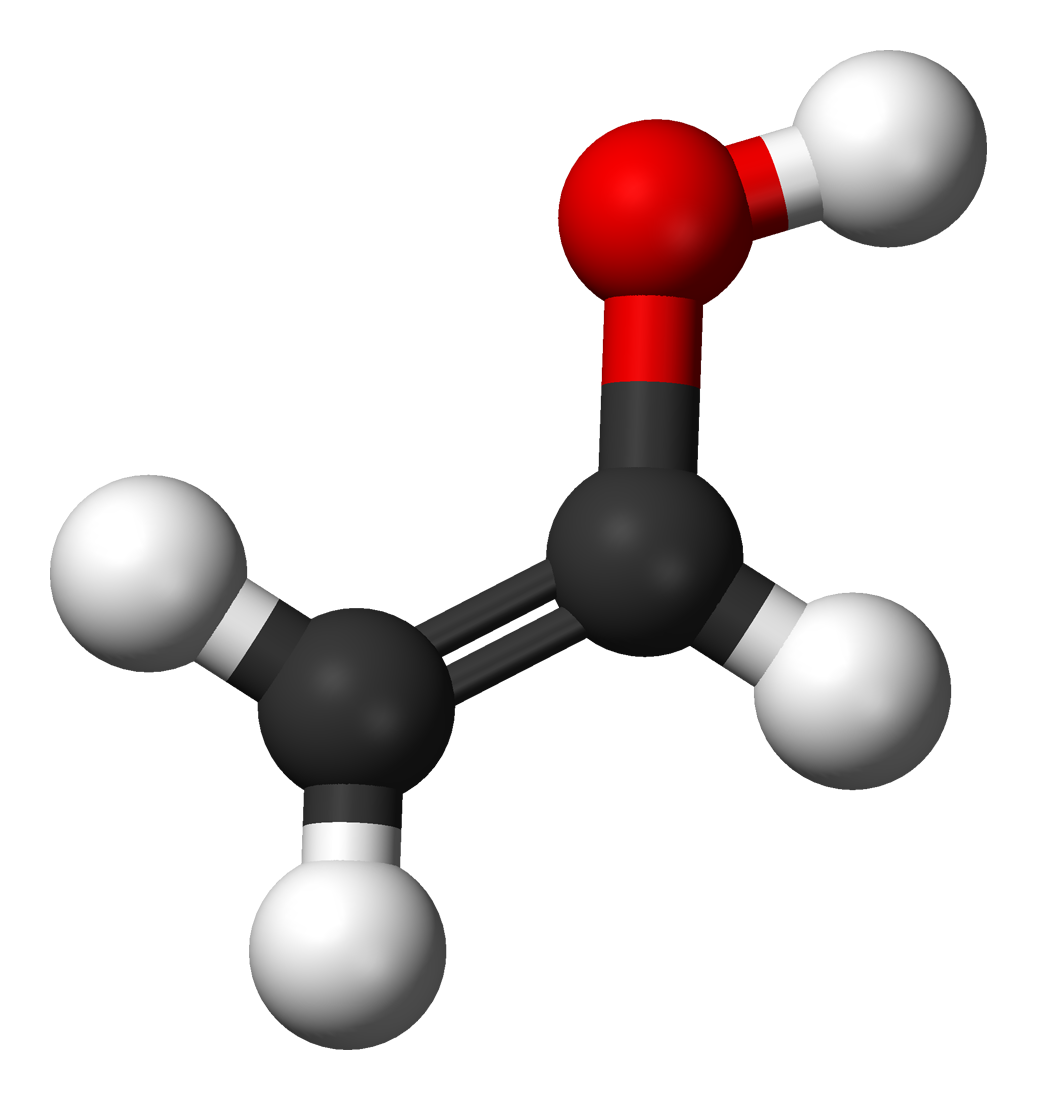
اتانول
کیوپید، پردیتا، و ماب

- ۲۰۰۱: کشف اتانول (Ethanol) در میان ستارگان، توسط رصدخانه ملی کیت پیک
- ۲۰۰۳: کشف سامات یا نپتون ایکس (از اقمار نپتون) توسط دو منجم آمریکایی بکمک تلسکوپ سوبارو در هاوایی
- ۲۰۰۳: کشف ماب (از اقمار اورانوس) توسط محققین تلسکوپ هابل
- ۲۰۰۳: کشف کیوپید (از اقمار اورانوس) توسط محققین تلسکوپ هابل
- ۲۰۰۳: کشف پردیتا (از اقمار اورانوس) توسط محققین تلسکوپ هابل
- ۲۰۰۵: کشف هایدرا (از اقمار پلوتون) توسط محققین تلسکوپ هابل
- ۲۰۰۵: کشف نیکس (از اقمار پلوتون) توسط محققین تلسکوپ هابل
- ۲۰۰۷: کشف نقشه ژنوم انسان (human genome and variation mapping) توسط کریگ ونتر (Craig Venter)
- ۲۰۰۷: کشف دی-پوزیترونیوم (Di-positronium) توسط محققین دانشگاه کالیفرنیا، ریورساید